# Kleber Simpatia
Cléber Gomes, mais conhecido como Kleber Simpatia (Rio de Janeiro, 27 de março de 1976), é um intérprete de samba-enredo e compositor brasileiro. Atualmente, defende a Unidos da Piedade e o Império Serrano.

## Carreira
Natural de Santa Cruz, Zona Oeste do Rio de Janeiro, Kleber foi morar no Espírito Santo ainda jovem, onde fez carreira no carnaval capixaba ao acumular títulos e premiações. Começou a carreira na Imperatriz do Forte, quando cantava no grupo de pagode que fazia abertura de alguns dos eventos da escola, sendo convidado a participar do carro de som como apoio, e em 2005, se tornou intérprete oficial, onde ficou até 2007, após se transferir para a Unidos de Jucutuquara, que se interessou em sua contratação após defender um samba derrotado nos concursos de samba-enredo da escola. Kleber foi tricampeão com a escola nos anos de 2007, 2008 e 2009.
Permaneceu na Unidos de Jucutuquara até 2017, quando saiu por problemas pessoais e ingressou na Unidos da Piedade, onde permaneceu por um ano. Retornou a Jucutuquara em 2019, quando cantou o enredo "O Rosário do Bispo e Seu Delirante Inventário de Universo". Deixou a escola às vésperas do carnaval de 2020, se transferindo para a Novo Império. Ainda em 2020, lançou seu álbum "Kaloptus: O Meu Samba É Assim", vendendo os discos nos sinais da Grande Vitória como jeito de arrecadar fundos durante a pandemia de Covid-19. O projeto foi financiado pela Lei Rubem Braga e contém 12 faixas, sendo oito delas autorais.
Foi campeão com a Novo Império em 2022, com o enredo "Santo Antônio, Olhai por Nós!", ajudando a agremiação do Caratoíra a quebrar o jejum de 33 anos sem títulos no Grupo Especial capixaba, anunciando sua saída da escola após o desfile de 2023. No mesmo ano, foi convidado a cantar pela Unidos da Ponte, desfilando pela primeira vez na Marquês de Sapucaí como intérprete oficial. Em 2024, retorna à Unidos da Piedade, em dupla com Luiz Felipe.
Após o carnaval de 2024, deixou a Unidos da Ponte e acertou sua ida para o Império Serrano.
Fora dos desfiles, Kleber comanda o "Bloco Simpatia", um projeto onde se apresenta em grupo cantando samba, pagode e outros gêneros musicais.

## Títulos e estatísticas
| Primeira Divisão | Primeira Divisão      | Primeira Divisão |
| ---------------- | --------------------- | ---------------- |
|                  | Unidos de Jucutuquara | 2007             |
|                  | Unidos de Jucutuquara | 2008             |
|                  | Unidos de Jucutuquara | 2009             |
|                  | Unidos de Jucutuquara | 2013             |
|                  | Unidos de Jucutuquara | 2015             |
|                  | Unidos de Jucutuquara | 2016             |
|                  | Unidos da Piedade     | 2018             |
|                  | Novo Império          | 2022             |
|                  | Unidos da Piedade     | 2024             |

## Premiações
- Prêmio 100% Carnaval

1. 2024 - Melhor intérprete (Unidos da Ponte) [16]

- Prêmio Plumas e Paetês Cultural

1. 2024 - Melhor intérprete (Unidos da Ponte) [17]

- Troféu Band Folia

1. 2024 - Melhor Esquenta da Série Ouro (Unidos da Ponte) [18]

- Troféu Tupi Carnaval Total

1. 2023 - Melhor intérprete (Unidos da Ponte) [19]

## Discografia
- Kaloptus: O Meu Samba É Assim (2020)